# Inthasom
Inthasom (auch Inta Som geschrieben, voller Thronname Somdet Brhat Chao Raja Indra Parama Pavitra Sri Tatana Udana Chakrapatiraja Chao Anga Raja Sri Sadhana Kanayudha; * im 17. Jahrhundert; † 1749 in Luang Phrabang) war von 1723 bis 1749 König des Königreichs Luang Phrabang.

## Leben
Inthasom war der jüngere Sohn von Prinz Indra Brahma (Enta Prohm), Chao Raja Yudha, und dessen Frau Prinzessin Chandra Kumari (Chanta Khuman). Er war damit ein Enkel von Sulinyavongsa, dem letzten großen König von Lan Xang und der jüngere Bruder von Kingkitsarat. Er wurde im Elternhaus ausgebildet. Nachdem er 1713 vom Tode seines älteren Bruders Kingkitsarat erfahren hatte, marschierte er im Glauben auf seine höheren Thronrechte gegenüber seinem Cousin Ong Kham gegen Luang Phrabang. Anstatt einen Krieg anzuzetteln einigten sich die beiden Kontrahenten auf eine Gewaltenteilung, die Inthasom den Posten eines Vizekönigs, Maha Uparat, einbrachte. 
Nach einer zehnjährigen gemeinsamen Regierung war Inthasom der untergeordneten Stellung müde und ließ seinen Cousin absetzen, der sich auf einem Jagdausflug nach Turteltauben befand. Die Tore von Luang Phrabang wurden für den alten König geschlossen. Als Gegengewicht gegen Birma wurden Beziehungen zu China geknüpft, dem Inthasom Tribut zuweisen ließ. Entsprechende Missionen erreichten das Reich der Mitte 1723, 1734 und 1753. 
Inthasom war seit 1725 verheiratet mit Königin (Maha Devi) Dhanasavuni (Taen Sao), die mit ihm drei Söhne und eine Tochter hatte. Sie war vorher Frau des abgesetzten Königs Ong Kham. 
Inthasom starb 1749 und hinterließ zehn Söhne und sechs Töchter.